# Ганс-Йоахім Кун
Ганс-Йоахім Кун (нім. Hans-Joachim Kuhn; 7 квітня 1910, Найссе — 30 квітня 1983) — німецький офіцер-підводник, корветтен-капітан крігсмаріне.

## Біографія
1 квітня 1931 року вступив на флот. З серпня 1939 року — 1-й вахтовий офіцер на важкому крейсері «Адмірал граф Шпее». Після потоплення крейсера 18 грудня 1939 року інтернований уругвайською владою. В грудні 1940 року повернувся в Німеччину і був переданий в розпорядження командування військово-морської станції «Нордзе». З лютого 1941 року — навчальний офіцер і командир роти 1-го училища морської протиповітряної оборони в Свінемюнде. З вересня 1942 року — навчальний артилерійський офіцер училища корабельної артилерії в Кілі. З 10 травня по 23 жовтня 1943 року пройшов курс підводника, з 24 жовтня по 15 листопада — курс позиціонування (радіовимірювання), з 16 листопада по 23 грудня — курс командира підводного човна. 10 січня 1944 року направлений на будівництво підводного човна U-1233. З 22 березня 1944 по 14 квітня 1945 року — командир U-1233, на якому здійснив 1 похід (24 грудня 1944 — 28 березня 1945). 8 травня 1945 року взятий в полон британськими військами.

## Звання
- Кандидат в офіцери (1 квітня 1931)
- Морський кадет (1 квітня 1932)
- Фенріх-цур-зее (1 січня 1933)
- Оберфенріх-цур-зее (1 січня 1935)
- Лейтенант-цур-зее (1 квітня 1935)
- Оберлейтенант-цур-зее (1 січня 1937)
- Капітан-лейтенант (1 жовтня 1939)
- Корветтен-капітан (1 грудня 1943)

## Нагороди
- Медаль «За вислугу років у Вермахті» 4-го класу (4 роки)
- Залізний хрест 2-го класу (липень 1940)
- Нагрудний знак флоту (15 липня 1941)